# Троїцька пожежа
Троїцька пожежа (стара назва в Російській Федерації — Велика пожежа) — пожежа в центрі Москви, що трапилася на День Святої Трійці 29 травня (9 червня) 1737 року.
Пожежа почалася в будинку багатого москвича Олександра Милославського, сильний вітер швидко доніс вогонь до палацу царівни Катерини Іванівної у Боровицького моста. Полум'я перекинулося в
Кремль, загорілись Конюшенний та Потішний палаци. Вогонь охопив канцелярії, палац
, Грановиту і Оружейну палати. До вечора загорілися покрівлі на
Успенскому, Благовіщенському і Архангельскому соборах, а самі церкви заповнилися димом.
Горіли Богоявленський, Чудівський та Вознесенський монастирі, Синодальний дім, вотчинна контора, казенний наказ, будівлі колегій, палати князя Трубецького у
Нікольських воріт.
З дзвіниці Івана Великого впали дзвони; тоді ж, за переказами, був пошкоджений Цар-дзвін. Згоріли соляна контора (колишні покої
Марфи Матвіївної), Троїцьке подвір'я, рахункова вежа
Крігскоміссаріату, мундирна контора.
Указом від 22 червня 1737 року
Анна Іоанівна розпорядилася відновити палацові і соборні церкви за рахунок скарбниці. Проте, навіть через кілька років, за царювання  Єлизавети Петрівни, сліди пожежі в Кремлі були і раніше дуже помітні.